# Magness
La ville américaine de Magness est située dans le comté d'Independence, dans l’État de l’Arkansas. Lors du recensement de 2010, sa population s’élevait à 191 habitants.

## Démographie
| Groupe      | Magness | Arkansas | États-Unis |
| ----------- | ------- | -------- | ---------- |
| Blancs      | 97,0    | 77,0     | 72,4       |
| Métis       | 2,5     | 2,0      | 2,9        |
| Asiatiques  | 0,5     | 1,2      | 4,8        |
| Autres      | 0       | 19,8     | 19,9       |
| Total       | 100,0   | 100,0    | 100,0      |
|             |         |          |            |
| Hispaniques | 0,5     | 6,4      | 16,7       |

Selon l'American Community Survey, pour la période 2011-2015, 100 % de la population âgée de plus de 5 ans déclare parler l'anglais à la maison.
| 1910 | 1920 | 1930 | 1940 | 1950 | 1960 |
| ---- | ---- | ---- | ---- | ---- | ---- |
| 216  | 199  | 179  | 226  | 229  | 140  |

| 1970 | 1980 | 1990 | 2000 | 2010 | - |
| ---- | ---- | ---- | ---- | ---- | - |
| 139  | 196  | 158  | 191  | 202  | - |

## Source
- (en) Cet article est partiellement ou en totalité issu de l’article de Wikipédia en anglais intitulé « Magness, Arkansas » (voir la liste des auteurs).

1. ↑  (en) « Magness, AR Population - Census 2010 and 2000 », sur censusviewer.com.
2. ↑  (en) « Population of Arkansas - Census 2010 and 2000 », sur censusviewer.com.
3. ↑  (en) « Language spoken at home by ability to speak English for the population 5 years and over », sur factfinder.census.gov (consulté le 20 mars 2017).
4. ↑  « Statistiques des États-Unis - Arizona - Profils des communautés de 2010 » (consulté en novembre 2020)